# Coelioxys foersteri
Coelioxys foersteri är en biart som beskrevs av Morawitz 1871. Coelioxys foersteri ingår i släktet kägelbin, och familjen buksamlarbin. Inga underarter finns listade i Catalogue of Life.